# Semmeringbasistunnel
De Semmeringbasistunnel (SBT) is een spoortunnel in aanbouw tussen Gloggnitz en Mürzzuschlag in Oostenrijk onder de Semmeringpas, die de Semmeringspoorlijn moet verkorten. De bestaande route is 41 km lang en de Semmeringbasistunnel 27,3 km. De nieuwe route levert een tijdsbesparing op tot 30 minuten, deels vanwege de kortere route en deels vanwege de hogere maximumsnelheid (maximaal 250 km/u).
De bouw begon op 25 april 2012 en de verwachting is dat de verbinding in 2030 klaar zal zijn, een vertraging ten opzichte van de oorspronkelijke schatting van 2026.
Het belangrijkste voordeel van de nieuwe tunnel is het grotere gebruiksgemak voor het vrachtverkeer. De hellingen van de traditionele routes vereisen de inzet van twee locomotieven; de minder steile helling van de nieuwe verbinding maakt het mogelijk om goederentreinen met slechts één locomotief te rijden. De combinatie van de SBT en de Koralmbahn maakt goederenvervoer over de gehele Südstrecke mogelijk met slechts één locomotief.
Momenteel duren de snelste treinritten met de Railjet Wenen - Graz en Wenen - Klagenfurt respectievelijk 2 uur en 35 minuten en 3 uur en 55 minuten. Dankzij de Koralmspoorlijn zal de rit tussen Graz en Klagenfurt vanaf eind 2025 ongeveer 45 minuten duren, waardoor de ritduur van Wenen naar Klagenfurt zal dalen tot ongeveer 3 uur en 25 minuten. De SBT zal een tijdsbesparing van nog eens 45 minuten opleveren, waardoor reizen van Wenen naar Graz en naar Klagenfurt respectievelijk 1 uur en 50 minuten en 2 uur en 40 duren.

## Geschiedenis

### Voorgeschiedenis
De Semmeringspoorlijn is als onderdeel van de Südbahn een van de meest bereden spoorlijnen van Oostenrijk en veroorzaakt bedrijfsmatige beperkingen. De duur van de rit (één uur van Wiener Neustadt naar Mürzzuschlag) stoort vooral het personenvervoer. Gecombineerd vervoer (het laden van vrachtwagens op de trein) is niet mogelijk, omdat vrachtwagens net als dubbeldeks-personenwagons te hoog zijn voor het traject. Ondanks de problemen stijgt de vraag naar vervoer via de Semmering, mede door de toetreding van Slovenië tot de EU in 2004.

### Plannen
In 1989 werden plannen voor een Semmeringbasistunnel gemaakt. De reistijd op de spoorlijn zou met 30 minuten gereduceerd kunnen worden en ook andere problemen behoren dan tot het verleden. De bergbaan moet na de ingebruikname van de tunnel alleen nog regioverkeer verwerken. De tunnel was aanvankelijk controversieel. Er waren bezwaren gerezen vanwege het milieu, met name water. Het Bundesland (provincie) Niederösterreich en enkele burgergroeperingen, ondersteund door de Kronen Zeitung, hebben zich verzet tegen de plannen.

### Aanleg
Niettemin is in 2012 uiteindelijk toch begonnen met de werken aan de 27,3 km lange Semmeringbasistunnel. In 2024 zouden de werken voltooid moeten zijn. In februari 2021 werd dit opgeschoven tot 2028; in april 2022 tot 2030. In augustus 2024 werd 2030 nog steeds genoemd als jaar van ingebruikname.
In september 2024 werd de doorbraak bereikt van een van de twee boortunnels.